# Dendrobium bicostatum
Dendrobium bicostatum är en orkidéart som beskrevs av Johannes Jacobus Smith. Dendrobium bicostatum ingår i släktet Dendrobium, och familjen orkidéer. Inga underarter finns listade i Catalogue of Life.